# Burgstall Bug
Der Burgstall Bug ist eine abgegangene mittelalterliche Burg auf 540 m ü. NHN unmittelbar östlich von Bug, einem Gemeindeteil von Weißdorf im Landkreis Hof in Bayern.
Als Besitzer der Burg wurde 1502 Martin von Sparneck genannt, 1591 war sie  Lehensbesitz von Melchior von Tettau. Vermutlich wurde die Burg 1783 abgebrochen.